# Керамик (Ставропольский край)
Кера́мик — хутор в Новоалександровском районе (городском округе) Ставропольского края России. Находился в составе муниципального образования «Сельское поселение Григорополисский сельсовет» (упразднено 1 мая 2017 года).

## Варианты названия
- Кирпичный завод Керамик[2].

## География
Расстояние до краевого центра: 83 км. Расстояние до районного центра: 22 км.

## История
Образован 9 мая 1905 года

## Население
| 1989 | 2002 | 2010 | 2014 | 2023 |
| ---- | ---- | ---- | ---- | ---- |
| 320  | ↗374 | ↘303 | ↘300 | ↘255 |

По данным переписи 2002 года, 95 % населения — русские.

## Образование
- Детский сад № 20 «Светлячок»[9]

## Памятники
- Братская могила рабочих завода, погибших в борьбе с фашистами. 1942, 1952 года[10]